# Lagförslag (Europeiska unionen)
För andra betydelser, se lagförslag.
Ett lagförslag, formellt ett utkast till lagstiftningsakt, inom Europeiska unionen läggs i regel fram av Europeiska kommissionen. I vissa specifika undantagsfall kan dock lagförslag läggas fram på initiativ av en grupp medlemsstater eller Europaparlamentet, på rekommendation av Europeiska centralbanken eller på begäran av EU-domstolen eller Europeiska investeringsbanken.
Efter att ha lagts fram för de lagstiftande institutionerna – Europaparlamentet och Europeiska unionens råd – samt de nationella parlamenten, behandlas lagförslaget i enlighet med ett lagstiftningsförfarande. När ett lagförslag har antagits blir det en lagstiftningsakt.

## Olika typer av lagförslag

### Förslag
Ett förslag är ett lagförslag som Europeiska kommissionen lägger fram. I regel har kommissionen ensamrätt att lägga fram lagförslag, utom i de undantagsfall då initiativ, rekommendationer eller framställningar kan läggas fram av vissa andra institutioner eller medlemsstaterna.

### Initiativ
Ett initiativ är ett lagförslag som en grupp medlemsstater eller Europaparlamentet kan lägga fram i följande fall:
- Initiativ kan läggas fram av minst en fjärdedel av medlemsstaterna i frågor som rör polissamarbete och straffrättsligt samarbete.[6]
- Initiativ kan läggas fram av Europaparlamentet i frågor som rör akten om val till Europaparlamentet,[7] Europaparlamentarikers ämbetsutövning (inklusive deras beskattning),[8] undersökningsrätten,[9] samt Europeiska ombudsmannens ämbetsutövning.[10]

### Rekommendation
En rekommendation är ett lagförslag som Europeiska centralbanken kan lägga fram för att ändra vissa delar av sin stadga.

### Framställning
En framställning är ett lagförslag som EU-domstolen eller Europeiska investeringsbanken kan lägga fram för att ändra sina respektive stadgor eller, i domstolens fall, för att inrätta specialdomstolar eller utse biträdande referenter.

## Utarbetande av lagförslag
Processen med att ta fram ett lagförslag är vanligtvis omfattande och tar lång tid. De flesta lagförslag utarbetas av Europeiska kommissionen. Processen inleds i vissa fall med en grönbok, ett samrådsdokument som syftar till att väcka debatt inom ett specifikt politikområde. Grönboken ligger till grund för en vidare diskussion mellan kommissionen och olika berörda parter. Kommissionen utarbetar därefter en handlingsplan och eventuella lagförslag. Grönboken följs vanligen av en vitbok, som innehåller förslag på åtgärder som unionen bör vidta inom ett visst politikområde.
Kommissionen antar årligen ett arbetsprogram som innehåller de lagförslag av betydande vikt som den avser att lägga fram under det kommande året. Arbetsprogrammet grundar sig på de politiska riktlinjer som kommissionsordföranden utarbetar för en hel mandatperiod. 